# 多比良健
多比良 健 （たいら けん、1966年9月19日 - ）は、日本のナレーター、声優。長崎県出身。シグマ・セブン所属。
主にナレーターを中心に活躍するほか、ラジオパーソナリティ、声優、役者としても活動。

## 主な仕事

### ナレーター
- ZIP!（日本テレビ系）
- ぐるぐるナインティナイン（日本テレビ系）
- SASUKE（TBS系、3代目ナレーター、特番(第16回（2005年12月30日放送）のみ)）
- KUNOICHI（TBS系、3代目ナレーター、SASUKEの姉妹番組、第5回(2006年1月7日放送)のみ）
- ピラメキーノ（テレビ東京、月～金18:00-19:00、ミスター・フジヤマの声）
- 週刊EXILE（TBS、月24:55-25:25）
- スター姫さがし太郎（テレビ東京、 土22:55-23:20）
- 中高年のためのらくらくデジタル塾（NHK教育、火21:30-21:55）
- メンタルER（フジテレビ系）
- テレつく!（日本テレビ系）
- “海猿”大ヒットSP!人気の秘密を探る～伊藤英明，限界キャンペーンに密着～（フジテレビ系）
- 夜の物産店　逸品!北海道（フジテレビ系）
- 映画『オーシャンズ13』特番（テレビ東京系）
- スターの裏側(秘)ビデオ大賞（テレビ朝日系）
- お正月だよ!ポケモンで初笑いスペシャル!!（テレビ東京、2013年1月3日）
- 激走!GT Battle（テレビ東京、2002年）
- 地球の果てからお家に帰ろう（テレビ東京、2014年4月15日 - ）
- 出没!アド街ック天国（テレビ東京系、2015年4月4日 - ）

#### これまでの実績
◇NHK
- サッカージャパン（BS1）
- 渋谷発 お笑い大行進（BS2）

◇日本テレビ系
- 真夜中の嵐
- X-TRAIL JAM
- 娘娘（BS日テレ）
- テレつく!（毎週日曜11:40-12:55、2005年10月2日から2006年2月19日まで放映されていた）

アルキメデスの大戦×ドラゴンクエスト夏の二大映画をZEROとZIP!がお届けSP（2019年7月29日）
◇TBS系
- リズムBaby
- U-CDTV
- エクスプレス
- 筋肉番付シリーズ
- 中国完食プロジェクト（BS-i）

◇フジテレビ系
- めざましテレビ
- F2スマイル
- 超V・I・P
- SEE-X
- スパイスTV どーも☆キニナル!
- キティザワールド（BSフジ）

◇テレビ朝日系
- うる蔵かう蔵
- 極楽とんぼのバスコーンだろ!!→極楽とんぼのバスコーンつってんだろ!!

◇テレビ東京系
- コレイチ
- 独占!!サイクルスポーツ
- 大爆笑問題
- 未来図鑑 ～WONDERFUL LIFE～（BSジャパン）
- 土曜スペシャル 所でナンじゃこりゃ!?
  - 所さんも驚いた!世界の「ナンじゃこりゃ!?」未知の国で大調査SP!

◇独立UHF系
- TOKYO23区（TOKYO MX）

◇WOWOW
- リーガエクスプレス
- フットボールプラス

　　ドラマＷ＜番宣・予告等＞

### テレビドラマ
- 土曜ドラマ（NHK）
  - 遠い国からの殺人者（1995年）

### ラジオ
- 朝のコミューターゾーン（むさしの-FM）

### 声優

#### ゲーム
- ファイナルファンタジーX-2（ダチ）